# Arnold Zenkert
Arnold Zenkert (* 10. September 1923 in Steinschönau, Tschechoslowakei; † 14. April 2013 in Potsdam) war ein deutscher Astronomielehrer, Sonnenuhren-Spezialist und Biograf des Astronomie-Publizisten Bruno H. Bürgel (1875–1948). Er leitete in Potsdam 1973 bis 1988 das von ihm begründete Urania-Planetarium mit Bruno-H.-Bürgel-Gedenkstätte.

## Ausbildung und pädagogische Tätigkeit
„Arnold Zenkert … war schon als Zwölfjähriger vom Universum fasziniert. Während es für die anderen Mitschüler nichts anderes gab als der Box-WM-Sieg von Max Schmeling, beobachtete Zenkert mit einer rußigen Glasscherbe seine erste partielle Sonnenfinsternis.“
Nach Abitur, Kriegsdienst, Gefangenschaft und Vertreibung arbeitete Arnold Zenkert als Neulehrer und Schulleiter in Vorpommern.
Er studierte ab 1953 Geografie an der Pädagogischen Hochschule Potsdam und wurde Assistent am Institut für Geografie, später wissenschaftlicher Sekretär im Fernstudium.
Zenkert war von 1963 bis 1988 verantwortlich für die externe Weiterbildung der Astronomielehrer.
Er hielt Vorträge und verfasste populärwissenschaftliche und methodische Beiträge in einschlägigen Zeitschriften. In den Potsdamer Neuesten Nachrichten veröffentlichte er populärwissenschaftliche Beiträge zu astronomischen Ereignissen.

## Initiator und Leiter des URANIA-Planetariums Potsdam
1963 gründete Zenkert die Astronomische Arbeitsgemeinschaft „Bruno H. Bürgel“ im Deutschen Kulturbund, mit der er sich auch für den Bau eines Planetariums in Potsdam engagierte.
Am 28. Oktober 1968 wurde schließlich das Astronomische Zentrum „Bruno H. Bürgel“ mit dem Zeiss-Planetarium für 50 Besucher im Potsdamer Neuen Garten eröffnet. Für Zenkert ergaben sich nun völlig neue Möglichkeiten der astronomischen Bildungsarbeit mit Lehrern, Schülern und, darüber hinaus gehend mit der interessierten Bevölkerung. Er nutzte diese Möglichkeiten.
Nach einer Erweiterung der Räumlichkeiten, um Platz für Vorträge, Zirkelarbeit und astronomische Beobachtungen zu schaffen, wurde am 2. Mai 1971 das Astronomische Zentrum „Bruno H. Bürgel“ mit Planetarium, einer Beobachtungsstation, Räumen für die amateurastronomische Arbeit und der Bürgel-Gedenkstätte im Obergeschoss übergeben.
Zenkert war von 1973 bis 1988 Leiter des Zentrums. Davor wurde es von 1968 bis 1973 durch die Astronomische Arbeitsgemeinschaft „Bruno H. Bürgel“ unter Leitung Zenkerts ehrenamtlich betreut, ohne dass es reguläre Öffnungszeiten gab.
Kurz vor seinem Eintritt in den Ruhestand im September 1988 erhielt das Planetarium im Mai 1988 einen modernen Projektor ZKP 2 (Zeiss-Klein-Planetarium 2), der nun den gesamten von der Erde sichtbaren Sternenhimmel abbilden konnte. Weitere Projektoren für die Abbildung bestimmter Himmelsereignisse waren seitdem auch vorhanden.
Durch einen am 21. Juni 2001 vom Potsdamer Oberbürgermeister Matthias Platzek und vom Vorsitzenden des URANIA-Vereins „Wilhelm Foerster“ Potsdam e. V. Hans Oleak unterzeichneten Vertrag ging am 1. Juli 2001 das Astronomische Zentrum „Bruno H. Buergel“ aus der Trägerschaft der Stadt Potsdam in die des Vereins über und trägt seitdem die Bezeichnung URANIA-Planetarium.
Am 1. April 2005 war die URANIA in die Gutenbergstraße 71/72 im Holländischen Viertel umgezogen und ließ hier geeignete Räume baulich herrichten. Mit Zustimmung der Denkmalschutzbehörde entstand eine sichtbare Kuppel im Dachgeschoss. Zenkert erlebte also nun den Umzug der von ihm gegründeten Einrichtung ins Holländische Viertel. Am 15. Januar 2007 wurde das neue Planetarium dort eingeweiht.
In seiner Laudatio zur Verleihung des Wilhelm-Foerster-Preises der URANIA Potsdam würdigte Bildungsminister Holger Rupprecht Arnold Zenkert, der „mehr als ein halbes Jahrhundert lang Hunderttausenden Schülern und Lehrern, aber auch dem allgemeinen Publikum Kenntnisse über den Sternenhimmel vermittelt hat und dies im Ruhestand fortführt.“

## Lehrmittelautor
Von 1960 bis 1989 arbeitete Zenkert in der Kommission für Unterrichtsmittel im Fach Astronomie. Sie beschäftigte sich mit der Schaffung von Lehr- und Lernmitteln für das 1959 eingeführte Schulfach Astronomie.
Zenkerts Drehbare Sternkarte – Nördlicher Sternenhimmel, erschienen im Verlag für Lehrmittel Pößneck, wurde zu einem Standardwerk für den Astronomieunterricht und erlebte 2020 die 50. Auflage. Auch seine Mappe mit farbenprächtigen Sonnenuhren zum Selberbauen war als Lehrmittel konzipiert. (Siehe Werke)

## Bürgelbiograf
Zenkert trug wesentlich dazu bei, den Nachlass des Schriftstellers und Astronomen Bruno H. Bürgel (1875–1948) zu erhalten, aufzuarbeiten und zu popularisieren.
Im Haus Merkurstraße 10 in Potsdam-Babelsberg, wo Bruno H. Bürgel von 1927 bis 1948 lebte, gab es seit dem 16. November 1955 eine Gedenkstätte für ihn. 1968 wurde die Gedenkstätte geschlossen, und durch einen Ratsbeschluss von 1970 gelangte der Nachlass Bürgels in das Astronomische Zentrum im Neuen Garten. Nach der Erweiterung eröffnete 1971 eine neu konzipierte Bürgel-Gedenkstätte im Astronomischen Zentrum „Bruno H. Bürgel“.
Zenkert beschreibt sie in einem Beitrag in der EMA 57, 2001: „In einem 34 m² großen Raum des Obergeschosses ist die Einrichtung seines Arbeitszimmers sowie sein gesamter Nachlass untergebracht.“ Er führt dann den Archivbestand auf, der 1988 durch eine Schenkung beträchtlich erweitert wurde. Zum Bestand gehören Bürgels Bibliothek, Schreiben, Fotos, Illustrationen, Zeichnungen, Karikaturen, Dokumente, Manuskripte, die astronomischen Beobachtungsinstrumente Bürgels und anderes.
Zenkert sorgte dafür, dass die Gedenkstätte der Öffentlichkeit zur Verfügung stand und das Archiv für Forschungszwecke genutzt werden konnte. Für ihn stand das Gedenken an Bürgel und die Vermittlung seines Lebenswerkes in unmittelbarem Zusammenhang mit der Popularisierung der Astronomie im Planetarium.
Neben biografischen Veröffentlichungen zu Bürgel stellte er eine Bürgel-Bibliografie zusammen.
Mit dem Planetarium ging auch die Gedenkstätte 2001 in die Trägerschaft des URANIA-Vereins „Wilhelm Foerster“ Potsdam e. V. über und wurde wenige Monate nach dem Planetarium am 20. Juni 2007 am neuen Standort im Holländischen Viertel neu eröffnet. „Das Arbeitszimmer wurde annähernd originalgerecht wiederaufgebaut, mit dem Herzstück der Bibliothek Bürgels und sogar Platz für Vorträge und Lesungen im kleinen Kreis. Der Rest der Bücher, astronomische Geräte und persönliche Arbeitsgegenstände sind geschickt auf Flure und Durchgänge aufgeteilt. Ebenso wurde das Archiv komplett übernommen. Das große Fernrohr des Astronomen soll im Urania-Hof seinen Platz finden.“, berichtete Erhart Hohenstein.
Der 83-jährige Zenkert wurde als Retter des Nachlasses und Initiator der Gedenkstätte gewürdigt. Er hielt einen Vortrag über das schriftstellerische Werk Bruno H. Bürgels.
Die Gedenkstätte ist bis heute als Literaturmuseum zugänglich.

## Sonnenuhrenspezialist
1979 gründete Zenkert eine Sektion Gnomonik (Sonnenuhren) im Kulturbund. Viele Jahre war er Vorsitzender im Arbeitskreis Sonnenuhren in der Deutschen Gesellschaft für Chronometrie.
Er veröffentlichte unter anderem das Standardwerk „Fasziniation Sonnenuhr“.
Einige Sonnenuhren an öffentlichen Orten wurden entsprechend seinen Berechnungen konstruiert.
1977 wurde die komplexe Weltmittagsuhr, eine Vielflächner Sonnenuhr (DGC 5986) im Dessauer Stadtpark von Achim Kühn nach Zenkerts Berechnungen gestaltet.
2001 entstand auf der als Amphitheater arrangierten Festwiese vor dem Bürgerhaus am Schlaatz in Potsdam die Brandenburger Sonnenuhr als begehbares Kunstwerk durch die Planungsgruppe Grün der Zeit in Zusammenarbeit mit Arnold Zenkert.
Eine schräg aufragende Säule ist hier von einem halben Steinkreis umgeben. Die Konstruktion besteht aus Feldsteinen, Beton, Granit, Holz und Stahl. Die Granitstele im Halbkreis trägt die Inschrift: 12 UHR WOZ (Wahre Ortszeit). Alle halbe Stunde lässt sich an dieser Sonnenuhr die genaue Zeit ablesen.
Am 8. November 2012 wurde während der 41 Fachtagung der Deutschen Gesellschaft für Chronometrie – DGC e.V. an der Uferpromenade des Hafens der Sonnenuhrenstadt Bützow an der Warnow die von Arnold Zenkert auf Anregung des Heimatvereins aus dem einst vor der Alten Badeanstalt stationierten Anker geschaffene vertikale ANKER-Sonnenuhr (DGC 15800) in Anwesenheit des Bürgermeisters Sebastian Constien eingeweiht.

## Esperanto
Arnold Zenkert engagierte sich im Kulturbund auch für die internationale Sprache Esperanto, als nach Aufhebung des Verbots (1961) die Esperantisten sich auch in Potsdam wieder legal betätigen konnten. Beim ersten Treffen der Esperantisten des Bezirks Potsdam im Kulturhaus „Hans Marchwitza“ (heute: Altes Rathaus) 1966 sprach er über den Begründer des Esperanto Ludwig Zamenhof. Auch beim zweiten Bezirkstreffen im Haus des Kulturbunds Bernhard Kellermann (Mangerstraße) referierte er. 1967 führte er als erster in dieser Zeit 3 Stunden in Esperanto durch den Park Sanssouci, und im November 1968 erläuterte er esperantosprachigen Besuchern die Darstellungsmöglichkeiten des neu errichteten Planetariums. Auch 1973 führte er in Esperanto durch das erweiterte und neu gestaltete astronomische Zentrum. In der Zeitschrift der esperantist erklärte er, dass es ihm auch um die Vermittlung astronomischer Begriffe des täglichen Gebrauchs in Esperanto geht. 1970 gab er gemeinsam mit Carola Schimmelpfennig im Sender Potsdam von Radio DDR ein Interview zum Esperanto. Seine Bürgel-Bibliografie enthält auch Schriften in Esperanto.

## Familie
Er war verheiratet mit Marga Zenkert, hatte bis 2007 drei Kinder, vier Enkel und drei Urenkel.
Am 24. April 2013 wurde er auf dem Neuen Friedhof in Potsdam beerdigt.

## Ehrungen
- Ernennung zum Studienrat
- Johannes-R.-Becher-Medaille in Silber des Deutschen Kulturbundes 1969.
- Wilhelm-Foerster-Preis des Potsdamer Urania-Vereins 2008.
- Der Asteroid (38268) Zenkert (früher: Asteroid 1999 RV32), entdeckt von dem Meteorologen André Knöfel ist nach ihm benannt.
- Als am 12. Februar 2014 der Naturpark Westhavelland zum ersten Sternenpark in Deutschland erklärt wurde, übergab Rolf König, Leiter des URANIA-Planetariums an Naturparkleiterein Kordula Isermann ein C8-Teleskop aus dem Nachlass von Arnold Zenkert.[18]

## Werke

### Lehrmittel
- Drehbare Sternkarte – Nördlicher Sternhimmel. Verlag für Lehrmittel Pößneck 2020, 50. Auflage, ISBN 978-3-7493-0056-3.[19]
- Mappe mit farbenprächtigen Sonnenuhren aus Karton zum Selberbauen. Nord-Süd-Sonnenuhr – Doppelsonnenuhr, Ost-West-Sonnenuhr – Doppelsonnenuhr, Doppelsonnenuhr mit zwei Schattenwerfern, Kreuzsonnenuhr: Polare Süduhr mit polarer Ost- und Westuhr, Polare Süduhr mit zwei SchattenwerfernVerlag für Lehrmittel Pößneck, Wissenschaftliche Bearbeitung und Text: Arnold Zenkert, Gestaltung: Ursula Abramowski-Lautenschläger, ISBN 3-7493-0239-1. Art.-Nr. 92 530
- Meine erste Sternkarte zum Selberbauen. Abbildung der wichtigsten Sterne und Sternbilder unseres Sternenhimmels. Einfache Handhabung durch Blickrichtung Nord und Süd. Die Sternkarte besteht aus folgenden Teilen: Deckmaske für die Blickrichtung SÜD, Deckmaske für die Blickrichtung NORD, Scheibe mit zweiseitiger Sternkarte. Karton, farbig, in Folientasche. Verlag für Lehrmittel Pößneck, ISBN 978-3-7493-0261-1.
- Sonnenuhren – Bastelheft für Kinder von 8 Jahren. Verlag für Lehrmittel Poessneck 1988.

### Bücher und Broschüren
- Zähl die heitren Stunden nur: Sinnsprüche auf Sonnenuhren. Illustrationen von Rudolf Peschel, Eulenspiegel-Verlag, Berlin 1983, ISBN 3-359-00317-9.
- Bruno Hans Bürgel Leben und Werk. Vorträge und Schriften der Archenholdsternwarte Nr. 63, Berlin-Treptow 1982.
- Bruno Hans Bürgel (1875–1948). Ein Lebensbild. Reinhardt Becker Verlag, Velten 1996, ISBN 3-89597-267-3.
- Katalog der ortsfesten Sonnenuhren in der DDR. Veröffentlichungen der Archenhold-Sternwarte Berlin-Treptow, Nr. 12, Kulturbund der DDR, Berlin-Treptow 1984.
- Faszination Sonnenuhr. Verlag Technik, Berlin 1984, ISBN 3-8171-1386-2. Weitere Auflagen 1995 und 2002, ISBN 3-8171-1579-2.
- Gestirns-Kompaß: die Orientierung im Gelände nach Sonne, Mond und Sternen. Verlag Thun 1997.
- Ich kenne viele Leute, aber wenig Menschen. Besinnliches und Heiteres von Bruno Hans Bürgel. Mahlow bei Berlin, Mein Verlag, 2002, ISBN 3-936607-02-8.

### Beiträge
- Zehnjähriges Jubiläum der Potsdamer Sternfreunde. In: Die Sterne 50 (1974) 3, 185. Astronomische Arbeitsgemeinschaft „Bruno H. Bürgel“ im Kulturbund der DDR Potsdam.
- Die polyedrische Kunstsonnenuhr im Park von Sanssouci. In: Uhren und Schmuck 15 (1975) 5, S. 149–150.
- Die Bruno-H.-Bürgel-Gedenkstätte im Astronomischen Zentrum Potsdam und ihre Aufgaben. In: Neue Museumskunde 20 (1977), S. 57–64.
- Ich habe sie mit Rührung gelesen … Der Briefwechsel zwischen Bruno H. Bürgel und Kasimir Romuald Graff. In: Die Sterne 72 (1996) 1, 1–13.
- Die beste volkstümliche Himmelskunde. Zum 50. Todestag Bruno H. Bürgels am 8. Juli 1998. In: SuW 37 (1998) 7, 670–671.
- Zwei Ehrungen für Bruno H. Bürgel. In: Beiträge zur Astronomiegeschichte, Bd. 4. Hrsg. v. Wolfgang R. Dick u. Jürgen Hamel. (Acta Historica Astronomiae; 13). Frankfurt am Main 2001, S. 186–199.
- Seid nicht „gerecht“ sondern gütig! – Beiträge von und über Bruno H. Bürgel. Schibri-Vlg, Taschenbuch, ISBN 3-928878-45-X.